# Szélmérő
A szélmérő (másként anemométer) a szél sebességének mérésére szolgáló meteorológiai műszer. Két fontosabb változata van: a kanalas és a légcsavaros szélmérő. Míg a kanalas szélmérőnél az irányjelző alatt egy kis tengelyen helyezkedik el 3 kanál, addig a légcsavaros megoldásnál vagy az irányjelző orrán vagy alatta egy kisebb légcsavar helyezkedik el.
A szélmérőt hivatalos körülmények között a talajfelszíntől 10 méter magasságban helyezik el.
A műszer idegen neve a görög anemosz szóból származik, amelynek jelentése: szél. A szélmérőt Leon Battista Alberti találta fel 1450 körül.
A műszer által mért szélsebesség és szélirány értékét felhasználják a meteorológiában az időjárás előrejelzésére, a repülésben és a hajózásban pedig az egyik feltétel a megfelelően kis mértékű szélerősség.

## Képek

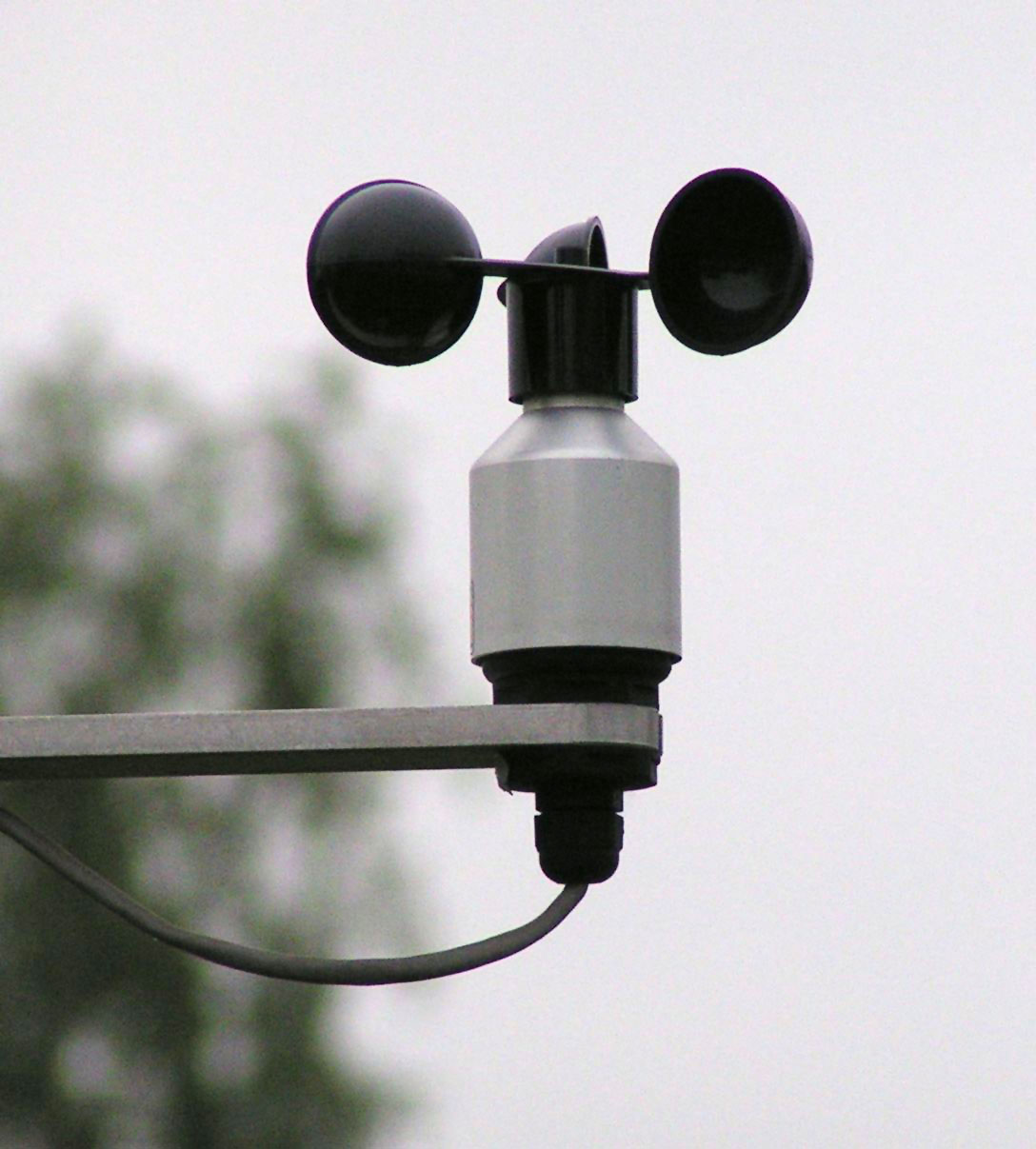
Kanalas elektronikus szélmérő
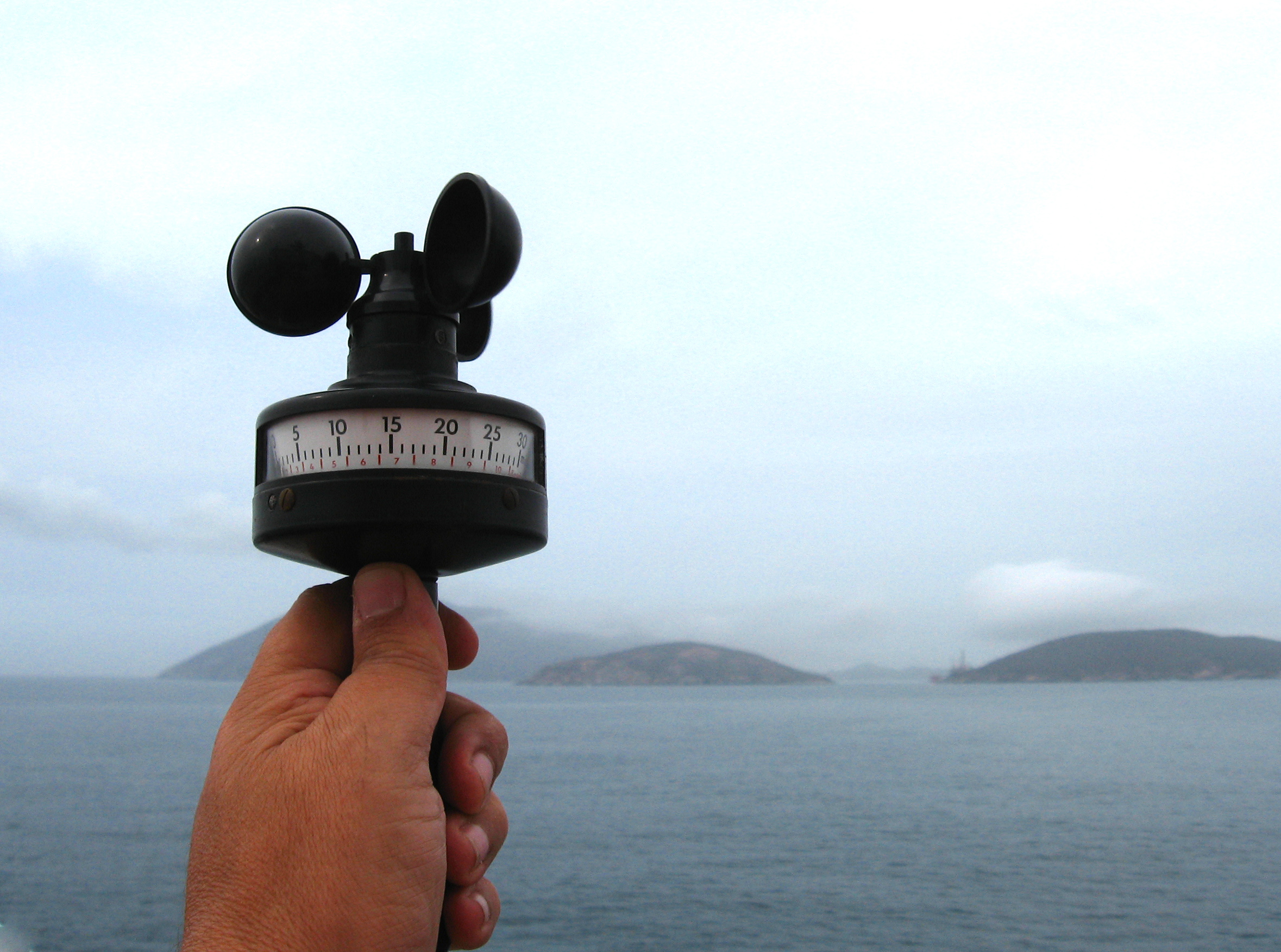
Kézi kanalas szélmérő
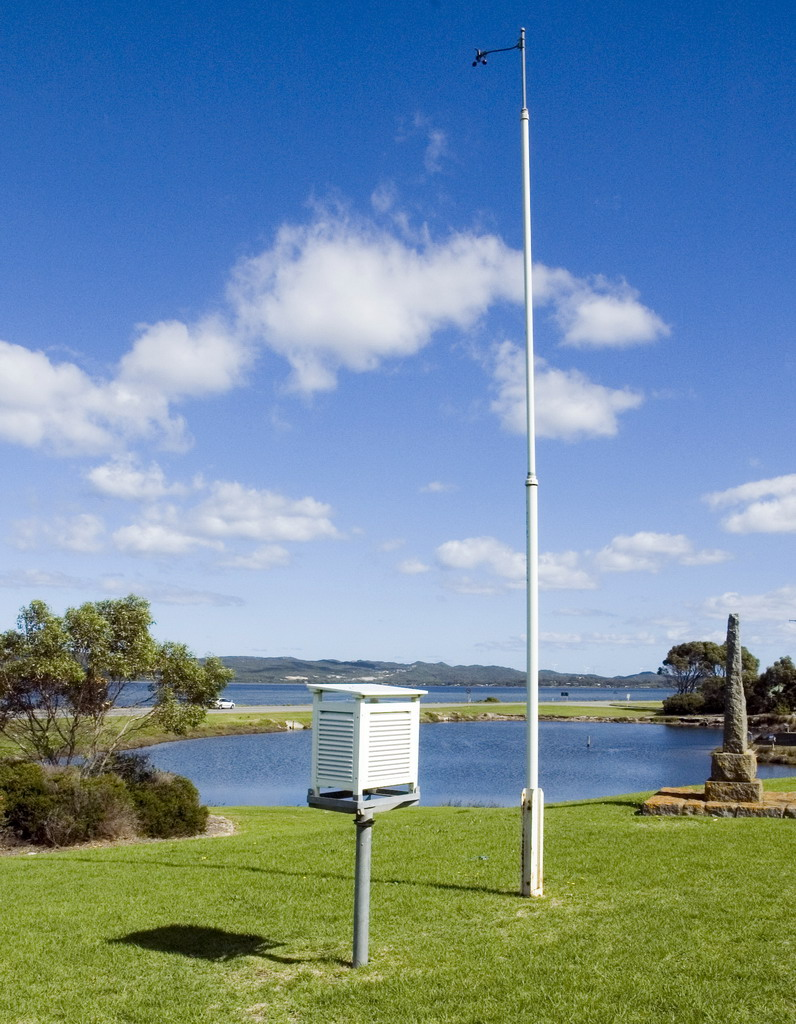
Stevenson-féle házikó és szélmérő
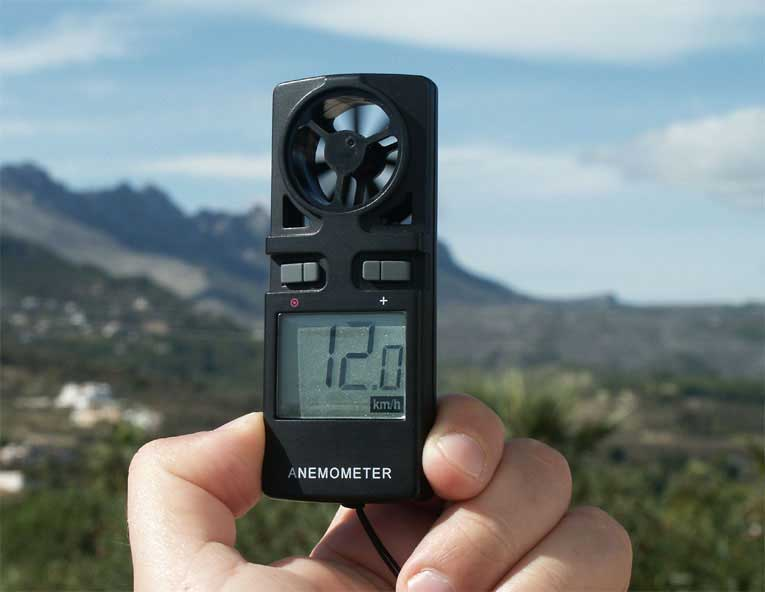
Kézi légcsavaros szélmérő
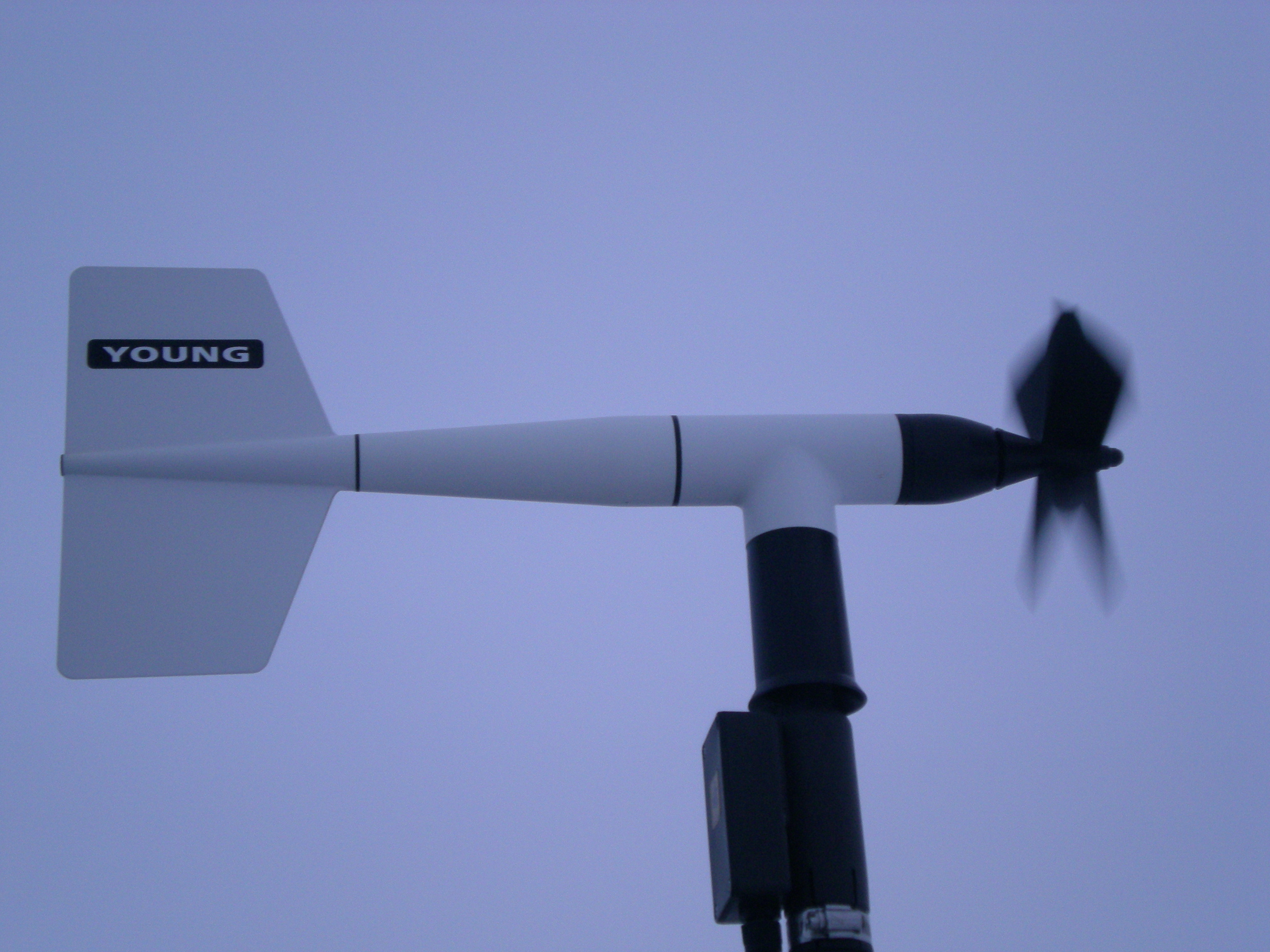
Telepített légcsavaros szélmérő
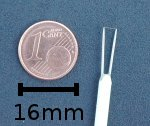
Izzószálas műszer érzékelője, amely a szél hűtése okozta ellenállás-csökkenést méri

## Lásd még
- Beaufort-skála
- Pitot-cső
- Savonius-kerék
- Szélkakas
- Szélmalom
- Szélzsák